# Профспілковий клінічний санаторій «Хмільник»
Профспілковий клінічний санаторій «Хмільник» — найпотужніший лікувально-реабілітаційний заклад курорту Хмільник, розрахований на 700 місць. В санаторії лікують хворих з недугами суглобів та хребта з використанням радонотерапії.

## Розташування
Хмільник – один з найвідоміших бальнеологічних курортів України та Європи. Знаходиться на південному заході Вінницької області, в 67 км від м. Вінниці. Місто Хмільник розташоване у чашовидній улоговині на невеликому острові, що утворюється двома рукавами Південного Бугу. Клімат - помірно-теплий, м'який, без різких коливань температури, за санітарно-гігієнічними нормами відповідає так званій "зоні комфорту".
Координати GPS: 49,528000° N, 27,940700° E.

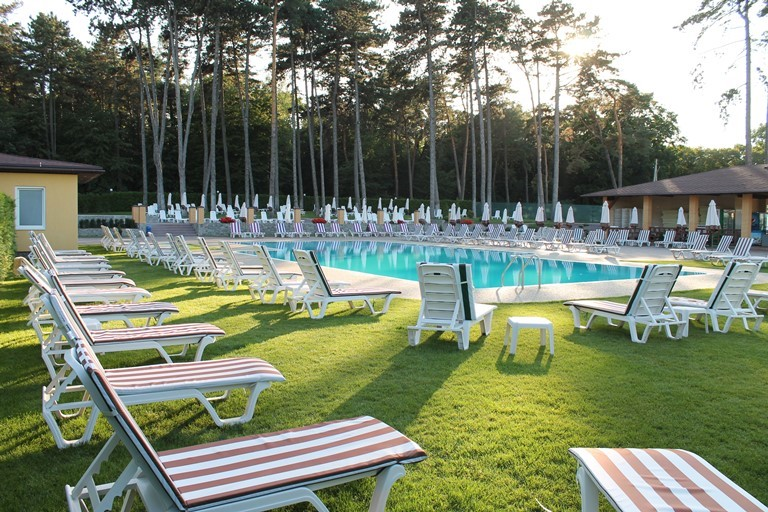
Профспілковий санаторій "Хмільник". Відкритий басейн з аквазоною.

У профспілковому санаторії "Хмільник" є все необхідне для лікування, реабілітації й відпочинку: унікальні за складом радонові мінеральні води, поклади лікувальної торф'яної грязі, сприятливий клімат, чисте високоіонізоване повітря, близькість річки й великих лісових масивів, мальовничий лісопарк.

## Історія створення
Санаторій відкрито 19 травня 1961  [Архівовано 25 лютого 2021 у Wayback Machine.]. Одним із перших головних лікарів був С.П. Мовчан. З приходом до керівництва заслуженого лікаря України В.М. Чорного розгорнулось капітальне будівництво нових спальних корпусів, поліклінічного комплексу, палацу культури, котельні. Санаторій профспілок перетворився на потужний оздоровчий заклад СРСР з 1000-м ліжковим фондом.
Згодом санаторій «Хмільник» очолив кандидат медичних наук, Заслужений лікар України П.М. Гунько, який продовжував зміцнювати лікувально-діагностичну базу оздоровниці, освоювати нові свердловини радонової води, будувати житло для співробітників.
На початку 1990-х років, у період загальної економічної нестабільності в державі, санаторій перебував у кризовому стані. Перед новим керівництвом «Хмільника» в особі кандидата медичних наук, Заслуженого лікаря України П.В. Думіна постала проблема реорганізації закладу, реконструкції корпусів, устаткування новітньою медичною апаратурою. За кілька років було створено реабілітаційні відділення —  для хворих після інсульту та діабетичне.
У серпні 2000 санаторію надано статус клінічного. «Хмільник» є базою для підготовки студентів Вінницького національного медичного університету.
Нині директором санаторію є доктор економічних наук, кандидат медичних наук, професор, Заслужений лікар України, лауреат Державної премії України  в галузі науки і техніки Олександр Олександрович Галаченко .

## Природні лікувальні фактори
Винятковість санаторно-курортного комплексу санаторію «Хмільник» полягає у використанні низки сприятливих природних факторів — радонової води, торф'яної грязі, Збручанської мінеральної води (типу Трускавецької), озокериту та лікувального клімату, котрі за умов комбінації з методами традиційної й нетрадиційної медицини справляють максимальний цілющий ефект.

## Спеціалізація санаторію
Базовим методом лікування більшості недуг є радонотерапія . Радонова вода в санаторії з успіхом використовується в терапії патологій опорно-рухового апарату, нервової, серцево-судинної, ендокринної систем, гінекологічних, урологічних, дерматологічних, стоматологічних захворювань, розладів обміну речовин  [Архівовано 9 грудня 2018 у Wayback Machine.] .